# Нумтосё
Нумтосё (устар. Хадыта-Яха) — река в России, протекает по Ямало-Ненецкому АО. Устье реки находится в 112 км по правому берегу реки Танлаваяха. Длина реки составляет 19 км.
Берёт начало из озера Нумто на высоте 54,4 м.

## Данные водного реестра
По данным государственного водного реестра России относится к Нижнеобскому бассейновому округу, водохозяйственный участок реки — Обь от города Салехард и до устья, речной подбассейн реки — бассейны притоков Оби ниже впадения Северной Сосьвы. Речной бассейн реки — (Нижняя) Обь от впадения Иртыша.
Код объекта в государственном водном реестре — 15020300212115300034654.